# Virus de la dengue
Orthoflavivirus denguei
Cet article concerne le virus. Pour la maladie provoquée par ce virus, voir Dengue.
Espèce
Le virus de la dengue, dont le nom scientifique depuis 2022 est Orthoflavivirus denguei (anciennement Dengue virus, DENV), est un virus à ARN monocaténaire de polarité positive (groupe IV de la classification Baltimore) appartenant au genre Orthoflavivirus. Chez l'homme, il provoque une maladie tropicale, la dengue, généralement bénigne avec des symptômes évoquant un syndrome grippal avec douleurs articulaires, mais pouvant se compliquer en fièvre hémorragique et choc septique, forme dite dengue sévère susceptible d'entraîner la mort.
On connaît cinq sérotypes différents du virus de la dengue,, notés DENV-1 à DENV-5, bien que la plupart des sources s'en tiennent couramment aux quatre premiers. Il s'agirait en réalité davantage d'un continuum de types de virus que d'une juxtaposition discrète de sérotypes distincts. Outre la variété de symptômes, peu spécifiques, produits par cette diversité de virus, le diagnostic de la dengue est rendu difficile par l'existence de coinfections et l'absence de tests rapides permettant d'identifier le virus Zika et le virus du chikungunya.
Inoculé aux humains par des piqûres de moustiques, essentiellement Aedes aegypti et, dans une moindre mesure, Aedes albopictus, le virus de la dengue a connu une progression significative depuis le début du XXIe siècle, pour devenir au tournant des années 2010 l'une des arboviroses à vecteur moustique les plus répandues sur la planète, avec 390 millions de cas de dengue par an, dont 96 millions présentent des symptômes bénins ou sévères, tandis que 3,9 milliards de personnes dans 128 pays seraient exposées au virus.

## Généralités
Le virus de la dengue est la cause de deux maladies qui diffèrent par leur gravité. Il y a la forme bénigne qui est apparue il y a environ 200 ans et qui cause une fièvre bénigne. Il y a également une forme plus grave de la maladie qui cause une fièvre hémorragique et qui a été identifiée après la deuxième Guerre mondiale. Le virus de la dengue est retrouvé en Asie et en Amérique du Sud et est transmis par des moustiques de la famille des Aedes. Ce moustique est répandu en forêt et dans les endroits humides, car ces endroits sont favorables à sa reproduction. Le virus de la dengue est responsable de 100 millions de cas de fièvre et de 500 000 fièvres hémorragiques chaque année. De ce nombre, environ 25 000 personnes en meurent. 

## Types de virus
Le virus de la dengue fait partie du genre Flavivirus (de la famille des "Flaviviridae") et peut être divisé en cinq sérotypes différents DENV-1, DENV-2, DENV-3, DENV-4 et DENV-5. Ces cinq sérotypes ont des différences au niveau de la composition de leur génome et de leurs antigènes de surface. Une personne infectée par un de ces virus est immunisée à vie contre celui-ci mais n’est pas protégée contre les quatre autres sérotypes. Des recherches récentes ont démontré que chaque sérotype peut être divisé en génotypes selon l’endroit où le virus est retrouvé dans le monde et que chaque génotype pourrait être subdivisé en intra-génotype selon des différences dans la composition du génome.

## Génome du virus
Le génome du virus de la dengue se présente sous la forme d’un ARN simple brin de sens positif, long d’environ 11 kilobases. Il est composé d’un seul cadre de lecture ouvert et contient une région non traduite à chaque extrémité : la 5'-UTR d’environ 100 nucléotides et la 3'-UTR d’environ 400 nucléotides. L’ARN code une polyprotéine unique, qui est clivée pendant et après sa traduction en sept protéines non structurales (NS1, NS2A, NS2B, NS3, NS4A, NS4B et NS5) et en trois protéines structurales (C, prM et E). La protéine C est présente dans la capside, la protéine prM est un précurseur de la protéine M qui est retrouvée dans la membrane et la protéine E est la composante principale de l’enveloppe virale. Comme les autres virus à ARN, le génome du virus de la dengue est en constante variation à cause de l'ARN polymérase ARN-dépendante qui n’a pas de mécanisme de vérification des erreurs lors de la réplication de l’ARN. Les nombreuses variations génétiques sont aussi causées par la réplication rapide du virus et la grande quantité de virus retrouvée dans le monde.

## Le cycle viral

### L'entrée du virus
Le virus de la dengue est un virus enveloppé. Il pénètre donc dans les cellules cibles par fusion. Selon le laboratoire de l'institut Leloir (de Buenos Aires en Argentine), l'ARN du virus de la dengue adopterait une forme circulaire dès sa pénétration dans la cellule infectée.
Le processus de fusion est contrôlé par la protéine E qui est la protéine principale de l’enveloppe. Elle a un rôle important dans les propriétés phénotypiques et immunogéniques du virus. La protéine E a plusieurs fonctions, dont celle de reconnaître les cellules cibles qui contiennent de la clathrine à leur surface. La protéine E contient un peptide de fusion qui est hydrophobe et qui vient s’insérer dans la bicouche lipidique de la cellule cible. Une suite de réarrangements de la protéine E s’ensuivent, dont sa transformation de dimère à trimère.
Ces changements permettent la fusion de l’enveloppe virale avec la bicouche cellulaire. À la suite de sa fusion, le virus se trouve dans un endosome à l'intérieur de la cellule hôte. Lorsque le pH de l'endosome diminue, le virus peut sortir de celui-ci et commencer sa réplication dans le cytoplasme.

### Phase intracellulaire
Après son entrée dans la cellule cible, l’ARN viral est traduit en une polyprotéine par les ribosomes de la cellule hôte. La polyprotéine est clivée en ses composants mentionnés plus haut, pendant et après sa traduction au niveau du réticulum endoplasmique rugueux par une signalase cellulaire et une protéase virale. La protéine structurale C a un rôle important dans la translocation des protéines virales vers le réticulum endoplasmique rugueux. En effet, la protéine de la capside (C) est reliée au précurseur de la protéine M (prM) par un lien hydrophobe qui sert de signal aux protéines virales afin de les diriger vers la membrane du réticulum endoplasmique pour y être internalisé dans sa lumière. Après l’entrée de C-prM dans la lumière du réticulum endoplasmique, le lien hydrophobe est clivé par la protéase virale NS3/2B qui est retrouvée dans le cytoplasme du réticulum endoplasmique. La protéine C, qui est composée de quatre hélices α, arrive à maturité à la suite de ce clivage. Trois des hélices α se placent autour du cœur viral et la quatrième, grâce à des résidus basiques, interagit avec l’ARN viral. À la suite de cet assemblage capside-ARN, il se produit une association entre prM et E pour former un hétérodimère. Par la suite, la capside (C), l’ARN, l’enveloppe (E) et le précurseur de la protéine membranaire (prM) s’assemblent en un complexe pour former les virions.

### Manipulation de l'hôte, de son odeur et des moustiques par le virus
Comme dans le cas du virus Zika et probablement dans le cas d'autres maladies vectorielles pour lesquelles le moustique est un vecteur essentiel, le virus de la dengue peut modifier l'odeur corporelle de son hôte, à son profit, en le rendant plus attractif pour les moustiques. Ceci permet au virus de mieux se faire disperser et de trouver d'autres hôtes chez lesquels se faire dupliquer. Ceci a été découvert en Chine en 2022, à l'université Tsinghua (Pékin) sur le modèle animal (souris de laboratoire).
La modification de l'odeur de l'hôte lors d'une maladie est connue depuis longtemps. On avait déjà montré que le parasite causant le paludisme change l'odeur corporelle de son hôte, qui attire alors plus les moustiques femelles, et ce type de manipulation est également connu chez les végétaux (ex. : le virus de la mosaïque du concombre fait libérer par sa plante hôte une molécule attirant les pucerons, qui seront le vecteur de dispersion pour le virus. Les virus Zika et celui de la dengue font que certaines bactéries du microbiote cutané de la souris ou de l'humain produisent environ dix fois plus d'acétophénone que la normale. Et des souris saines ou des humains expérimentalement badigeonnés avec l'acétophénone attirent effectivement plus les moustiques. Il semble que le virus inhibe la production d'une protéine antimicrobienne normalement sécrétée par la peau. Le gène codant pour  cette protéine est inhibé chez les souris infectées par le virus Zika (ou de la dengue). On a constaté que les humains infectés par ces virus produisent plus d'acétophénone au niveau de leurs aisselles que ceux qui ne sont pas infectés. La vitamine A (connue pour traiter certaines affections cutanées) diminue la quantité d'acétophénone exsudée par les animaux ; ce qui en fait un candidat pour les antiviraux, qui sera testé en Malaisie, où la dengue est endémique.

### Sortie du virus
Lors de la sortie du virion, le précurseur prM est clivé par une furine protéase au niveau du trans-Golgi. Le précurseur prM forme donc la protéine M, qui s’insère dans l’enveloppe. Le fragment pr, lui, reste en solution et il est excrété lors de la sortie du virus de la cellule hôte. Après ce clivage, on dit du virion qu’il est à maturité. Le virion se dirige près de la bicouche lipidique de la cellule hôte et sort par bourgeonnement afin d’utiliser cette bicouche comme enveloppe. Le cycle se répète ensuite.

## Facteurs de risque
Le virus de la dengue peut provoquer des symptômes plus sérieux lors d'une deuxième infection. Les anticorps développés lors d'une primo-infection peuvent faciliter l'infection par un autre sérotype du virus de la dengue par la suite. Ce phénomène augmente le nombre de cellules infectées, ainsi que la charge virale. Notamment, le virus infecte alors les cellules porteuse d'un récepteur Fc. Cette charge virale augmentée induit une sécrétion de cytokines plus importante, puis une perméabilité vasculaire accrue. C'est dans ce contexte que survient la dengue hémorragique.

## Vaccin
Le virus de la dengue est le plus meurtrier de tous les virus transmis par des moustiques à travers le monde. Des recherches sont en cours pour essayer de trouver une stratégie qui pourrait éliminer le virus. Par exemple, une recherche récente a permis de démontrer qu’en inhibant la formation des vésicules lipidiques, que le virus de la dengue utilise pour sortir de l’appareil de Golgi, on diminue fortement la réplication de DENV. D’autres recherches tentent de modifier la protéine d’enveloppe E afin d’empêcher l’entrée du virus dans la cellule hôte.
La compagnie Sanofi obtient en 2015 l'approbation des autorités sanitaires mexicaines afin de mettre en marché un vaccin, Dengvaxia, visant les quatre sérotypes du virus. Le vaccin est ensuite mis sur le marché dans d'autres pays, notamment aux Philippines.
En 2018, le vaccin produit par Sanofi est arrêté aux Philippines à la suite de la mort de plusieurs enfants. Le vaccin ciblant les quatre sérotypes, et ayant un taux d'immunisation partiel pour chacun d'eux, combiné au phénomène de facilitation de l'infection par les anticorps, sont suspectés d'avoir joué un rôle dans les complications observées chez ces enfants. 
Bien que le vaccin ait été recommandé aux enfants âgés de plus de 9 ans seulement, certains chercheurs mettent en doute le sérieux des études préliminaires en phase clinique, et attribuent les complications du vaccin à une négligence de la part des concepteurs. 
Les chercheurs veulent cibler d'autres régions du virus, avec lesquelles la facilitation de l'infection n'est pas possible. Le but étant l'obtention d'un vaccin plus sûr, optimisant la quantité d'anticorps neutralisants obtenues après administration, et diminuant le risque que l'hôte produise des anticorps facilitant.